# Tour de Romandía 1984
La 38.ª edición del Tour de Romandía se disputó del 8 de mayo al 13 de mayo de 1984 con un recorrido de 769,8 km dividido en un prólogo inicial y 6 etapas, con inicio en Meyrin, y final en Saint Imier.
El vencedor fue el irlandés Stephen Roche, cubriendo la prueba a una velocidad media de 31,3 km/h.

## Etapas[1]
| Etapa   | Recorrido              | Km    | Ganador             |
| Prólogo | Meyrin                 | 6,25  | Laurent Fignon      |
| 1.ª     | Meyrin-Vevey           | 109,5 | Alfons De Wolf      |
| 2.ª     | Vevey-Crans-Montana    | 181,5 | Robert Millar       |
| 3.ª     | Crans-Montana-Lausana  | 137   | Bernard Vallet      |
| 4.ª     | Lausana-Porrentruy     | 205,6 | Laurent Fignon      |
| 5.ªa    | Porrentruy-Saint Imier | 103,8 | Johan van der Velde |
| 5.ªb    | Saint Imier            | 26,1  | Jean-Marie Grezet   |

## Clasificaciones
Así quedaron los diez primeros de la clasificación general de la segunda edición del Tour de Romandía
| \| 1. \| Stephen Roche \| Irlanda \| 23h 35'15" \| \| \| 2. \| Jean-Marie Grezet \| Suiza \| + m.t. \| \| \| 3. \| Niki Ruttimann \| Suiza \| + 45" \| \| \| 4. \| Pascal Simon \| Francia \| + 52" \| \| \| 5. \| Robert Millar \| Reino Unido \| + 2'23" \| \| \| 6. \| Steven Rooks \| Países Bajos \| + 2'32" \| \| \| 7. \| Laurent Fignon \| Francia \| + 2'49" \| \| \| 8. \| Beat Breu \| Suiza \| + 4'25" \| \| \| 9. \| Charly Mottet \| Francia \| + 4'40" \| \| \| 10. \| Mike Gutmann \| Suiza \| + 7'11" \| \| |                   |              |            |  |
| 1. | Stephen Roche     | Irlanda      | 23h 35'15" |  |
| 2. | Jean-Marie Grezet | Suiza        | + m.t.     |  |
| 3. | Niki Ruttimann    | Suiza        | + 45"      |  |
| 4. | Pascal Simon      | Francia      | + 52"      |  |
| 5. | Robert Millar     | Reino Unido  | + 2'23"    |  |
| 6. | Steven Rooks      | Países Bajos | + 2'32"    |  |
| 7. | Laurent Fignon    | Francia      | + 2'49"    |  |
| 8. | Beat Breu         | Suiza        | + 4'25"    |  |
| 9. | Charly Mottet     | Francia      | + 4'40"    |  |
| 10. | Mike Gutmann      | Suiza        | + 7'11"    |  |